# John Thune

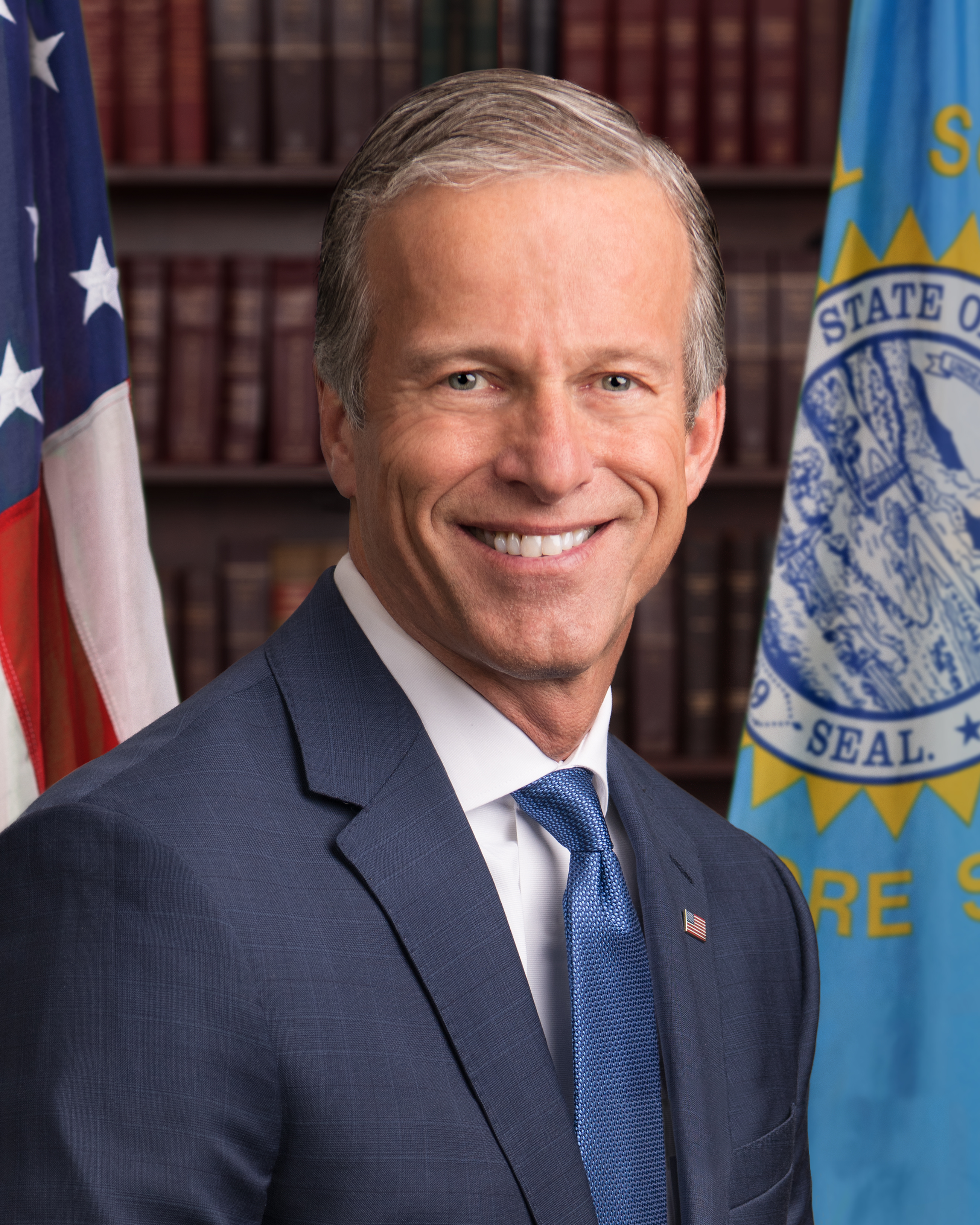
John Thune, 2021

John Randolph Thune (* 7. Januar 1961 in Pierre, South Dakota) ist ein amerikanischer Politiker (Republikanische Partei). Seit 2005 ist er US-Senator für den Bundesstaat South Dakota. Seit dem 3. Januar 2025 ist er Mehrheitsführer im Senat der Vereinigten Staaten.
Von 1997 bis 2003 gehörte er dem US-Repräsentantenhaus für seinen Bundesstaat an und trat bereits 2002 erfolglos bei der Wahl zum US-Senat an. Thune wurde mehrmals als möglicher Kandidat für die US-Präsidentschaft gehandelt.

## Leben

### Familie und Ausbildung
Thunes Vater Harold stammt von norwegischen Einwanderern ab, seine Mutter Yvonne Bodline wurde im kanadischen Saskatchewan geboren. Thune wuchs in dem kleinen Ort Murdo im spärlich besiedelten Jones County auf, wo seine Eltern ein Einzelhandelsgeschäft betrieben. Später arbeiteten sie als Lehrer bzw. Bibliothekarin. Thune hat vier Geschwister.
Nach seinem High-School-Abschluss 1979 studierte er an der christlichen Biola University, die er 1983 als Bachelor of Arts in Wirtschaft verließ. 1984 erhielt er an der University of South Dakota einen Master of Business Administration. Er gilt seit seiner Schulzeit als ausgezeichneter Sportler und wurde von der Zeitschrift Runner’s World 2012 als „schnellster Läufer“ des US-Kongresses bezeichnet. Thune ist seit 1984 verheiratet mit Kimberley Weems; sie leben in Sioux Falls und haben zwei Töchter.

### Politische Karriere

#### Anfänge

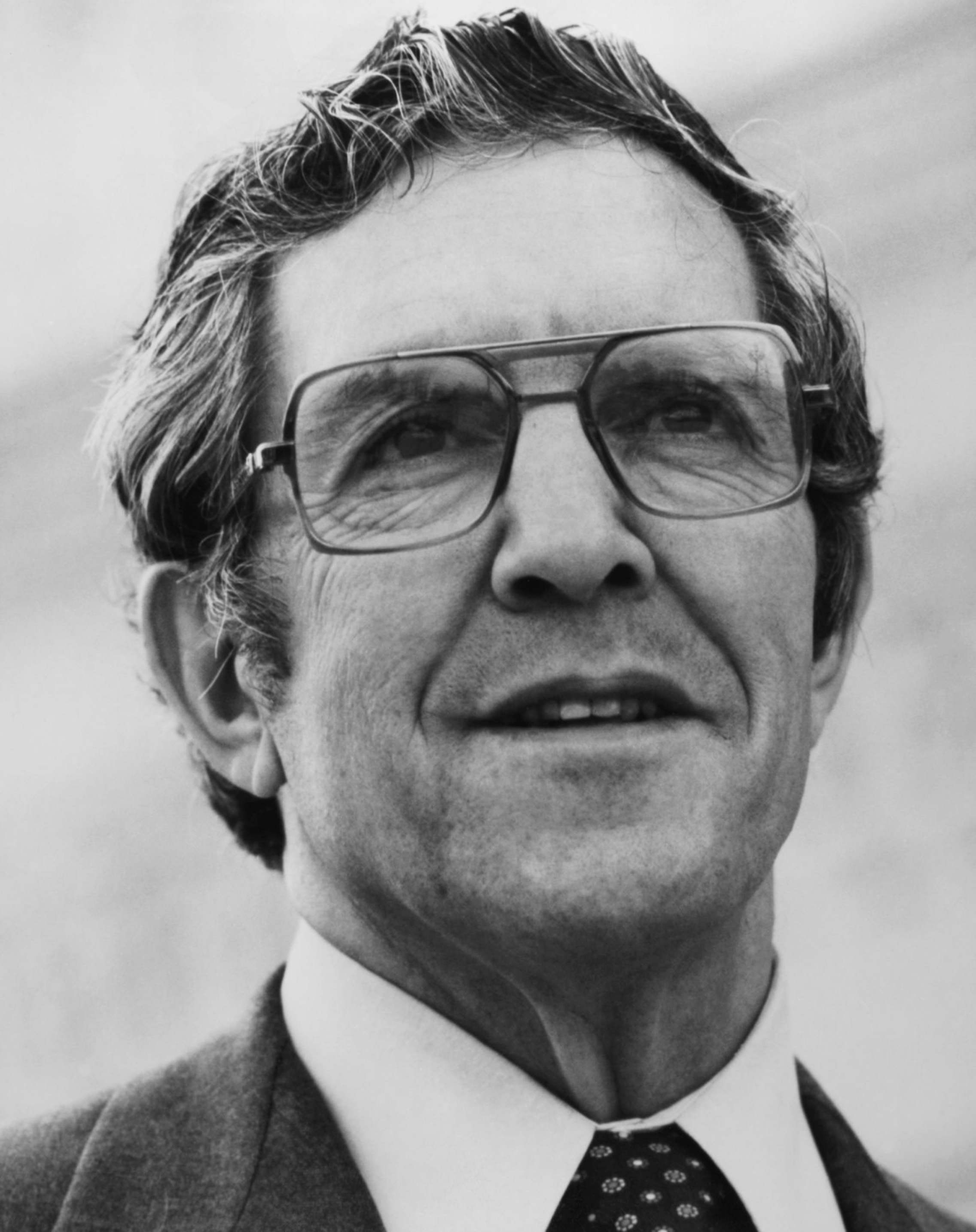
Früher Förderer: Senator James Abdnor

Thunes politische Laufbahn begann, als der damalige Kongressabgeordnete James Abdnor bei einem High-School-Sportereignis auf Thune aufmerksam wurde und ihn fortan förderte. Nachdem Abdnor Senator für South Dakota geworden war, arbeitete Thune von 1985 bis 1987 als sein Mitarbeiter. Unter Präsident Ronald Reagan war Thune für die Small Business Administration tätig. 1989 kehrte er mit seiner Familie aus Washington nach South Dakota zurück und arbeitete zunächst als Geschäftsführer der bundesstaatlichen republikanischen Partei, von 1991 bis 1993 als Eisenbahn-Direktor von South Dakota und anschließend als Geschäftsführer der South Dakota Municipal League, einer unabhängigen Einrichtung zur Förderung der lokalen Verwaltung. Er galt bereits damals als bestens vernetzt innerhalb der politischen Elite South Dakotas.

#### Kongressabgeordneter
Bei der Wahl 1996 trat Thune als Außenseiter in der republikanischen Vorwahl für den einzigen Sitz des Bundesstaates im US-Repräsentantenhaus an. Als Favoritin der Parteiführung galt die damalige Vize-Gouverneurin Carole Hillard, die im Mai 1996 in einer Umfrage mit 69 zu 15 Prozent der Stimmen führte. Mit Unterstützung Abdnors und des religiös-konservativen Parteiflügels gelang es Thune jedoch, die Vorwahl mit 59 zu 41 Prozentpunkten zu gewinnen. In der allgemeinen Wahl im November traf Thune, der sich gegen jegliche Steuererhöhungen einsetzte und medienwirksam auf mehr als drei Amtszeiten sowie Pensionsansprüche verzichtete, auf den als links und gewerkschaftsnah geltenden Demokraten Rick Weiland. Seit 1982 verfügt South Dakota nur noch über einen Sitz im Repräsentantenhaus, der seitdem immer von Demokraten gehalten worden war. Thune gewann ihn klar mit 58 zu 37 Prozentpunkten; Weiland erhielt nur in sechs Countys die Mehrheit der Stimmen. 1998 und 2000 wurde Thune  jeweils mit über 70 Prozent der Stimmen wiedergewählt.
Thune erfüllte sein Versprechen, nicht mehr als drei Mandatszeiten (je zwei Jahre) als Abgeordneter tätig zu sein, und bewarb sich 2002 nicht mehr für das Repräsentantenhaus.

#### Senator

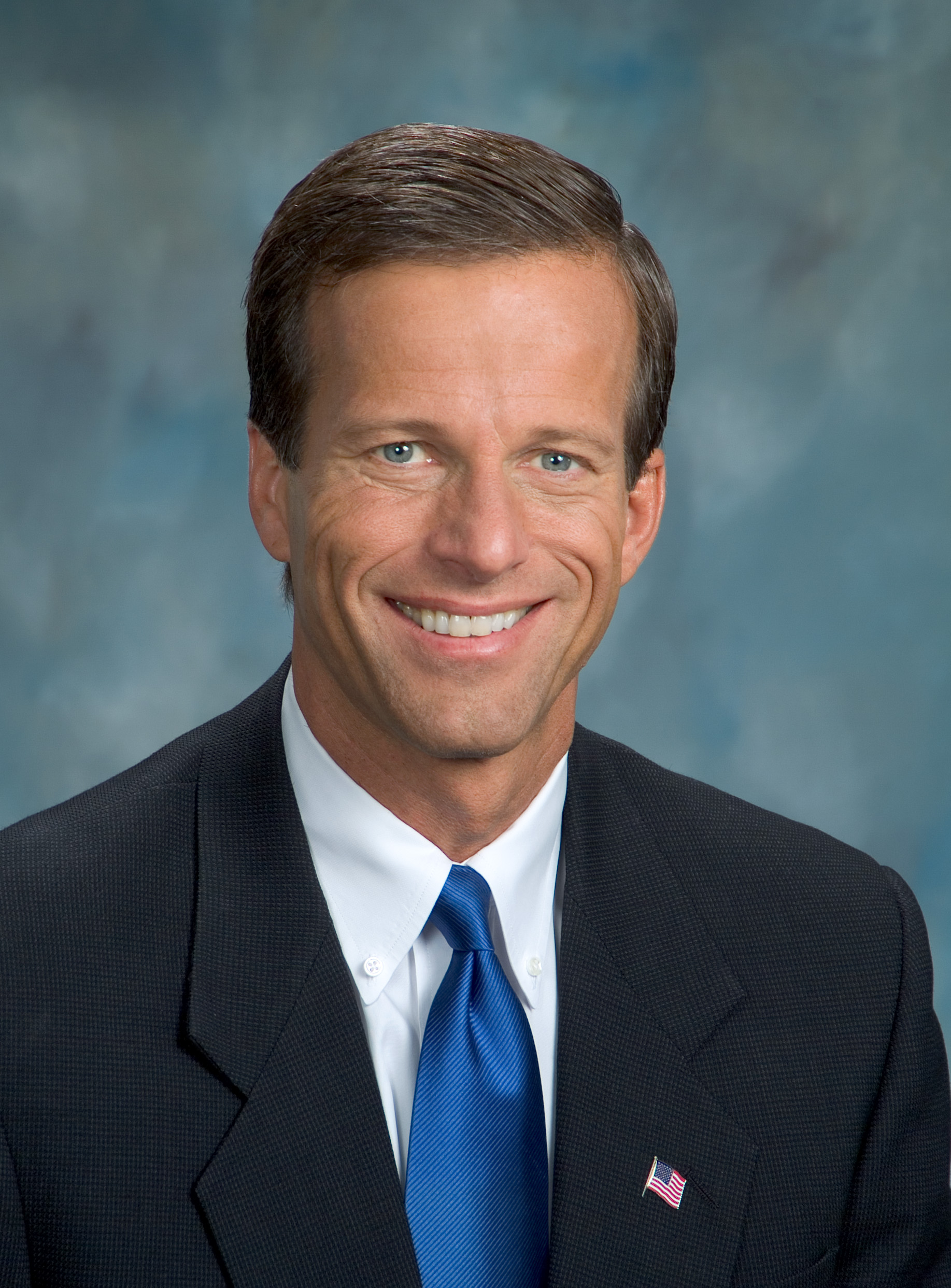
John Thune (2004)

Stattdessen ließ er sich bei der Wahl zum Senat der Vereinigten Staaten 2002 als republikanischer Gegenkandidat des amtierenden demokratischen Senators Tim Johnson aufstellen. Er verlor die äußerst knappe Senatswahl mit 524 Stimmen Rückstand und verzichtete auf eine Nachzählung.
Zwei Jahre später kandidierte er erneut bei der Senatswahl im November 2004, diesmal gegen den demokratischen Senator Tom Daschle. In einem erneut knappen Rennen gewann er diesmal die Wahl. Dieses Ergebnis war für die Demokratische Partei eine schwere Niederlage, denn Daschle war ihr Fraktionsvorsitzender im Senat. Die Abwahl eines solchen Amtsträgers hatte es zuletzt 52 Jahre zuvor gegeben. 2010 stellten die Demokraten gegen den populären Mandatsinhaber bei generell guten Rahmenbedingungen für die Republikaner gar keinen Gegenkandidaten auf, sodass Thune bei der Wahl im November 2010 mit 100 Prozent der Stimmen wiedergewählt wurde.
Thune wurde nach seinem Sieg 2004 schnell für Führungsaufgaben innerhalb seiner Partei gehandelt. 2006 wurde er zum stellvertretenden Whip (Fraktionsgeschäftsführer) ernannt und rückte damit in den erweiterten Führungskreis der Republikaner im Senat auf, wurde 2009 Vorsitzender des Senate Republican Policy Committee und ist seit 2012 Republican Conference Chairman, die viert- und dritthöchsten Ämter innerhalb der republikanischen Senatsführung.
Seit Januar 2015 ist Thune Vorsitzender des Senatsausschusses für Handel, Wirtschaft und Verkehr, als der er mehrere überparteiliche Kompromisse ausgehandelt hat. Für die Wahl zum Senat der Vereinigten Staaten 2016 warb Thune zwei Millionen Dollar an Spenden ein. Mit fast zehn Millionen Dollar Reserven hatte er eine gute Ausgangsposition für seine eigene Kampagne zur Wiederwahl im November 2016. Die Demokraten verfügten über keinen offensichtlich geeigneten Gegenkandidaten; im Gespräch waren Brendan Johnson, der Sohn des früheren US-Senators Tim Johnson, und die frühere Kongressabgeordnete Stephanie Herseth Sandlin. Im Februar 2016 wurde der Vorsitzende der Demokraten im Yankton County, Jay Williams, als Gegenkandidat vorgestellt, der als fast chancenloser „ultimativer Außenseiter“ galt. Bei der Wahl im November 2016 verteidigte Thune seinen Senatssitz gegen Williams mit 71,8 Prozent der Wählerstimmen. Thune wurde auch 2022 wiedergewählt.
Nachdem Thune 2012 das Angebot noch abgelehnt hatte, Whip der Mehrheitsfraktion zu werden, rückte er nach der Senatswahl 2018 in diese zweitmächtigste Position der republikanischen Senatsfraktion auf, da Anfang 2019 der bisherige Majority Whip, John Cornyn, wegen Amtszeitbegrenzung ausschied.
Nach der US-Senatswahl 2024, die gleichzeitig mit der Präsidentenwahl stattfand und für die Republikaner sehr erfolgreich verlief, wurde Thune von der republikanischen Senatsfraktion zum Mehrheitsführer gewählt.

#### Präsidentschaftsambitionen
Als klassischer Konservativer wurde Thune immer wieder als möglicher Präsidentschaftskandidat der Republikaner gehandelt, der in der Lage sei, der rechtspopulistischen Tea-Party-Bewegung den Wind aus den Segeln zu nehmen. Nachdem er – öffentlich unterstützt vom Fraktionsvorsitzenden Mitch McConnell – längere Zeit mit einer Kandidatur bei der Präsidentschaftswahl 2012 geliebäugelt hatte, sagte er im Februar 2011 ab, offenbar weil er nicht mit den finanziellen Netzwerken der Ostküsteneliten mithalten zu können glaubte. Auch für die Präsidentschaftswahl 2016 war Thune wiederum im Gespräch, erklärte aber im Januar 2015, nicht anzutreten, da er keine günstige Gelegenheit („Opening“) für sich gesehen habe; er fügte hinzu, dass er seine beste Chance möglicherweise 2012 verpasst habe und fürchte, mit den Establishment-Kandidaten in der Wahrnehmung vermengt zu werden. Bereits zuvor hatte Thune darauf Wert gelegt, keine „Kreatur Washingtons“ („creature of Washington“) zu sein.

## Politische Positionen
In Medien des rechten politischen Spektrums wie dem Weekly Standard wird Thune als mögliche Führungsfigur der Konservativen innerhalb der republikanischen Partei gehandelt. Er wird als pragmatischer, geerdeter Kleinstädter gelobt, der ebenso telegen und begabt im Ansprechen der Interessen unterschiedlicher Wählergruppen („retail politics“) sei wie glaubwürdig als tiefreligiöser Christ. Als Nachteile werden seine zeitweilige Arbeit als Lobbyist (nach seiner erfolglosen Senatskandidatur 2002) und sein Einsatz für Subventionen bezeichnet, was an der republikanischen Basis – insbesondere seit dem Siegeszug der Tea-Party-Bewegung 2010 – als schwer vermittelbar gilt.
Thune gilt als Generalist mit durchwegs konservativen Ansichten etwa bei der Ablehnung stärkerer Waffenkontrollen. So unterstützte er auch einen Verfassungszusatz, der gleichgeschlechtliche Ehen verbieten sollte, eine Position, die durch ein entgegenstehendes Urteil des Supreme Court nicht mehr haltbar ist (siehe Anerkennung gleichgeschlechtlicher Partnerschaften in den Vereinigten Staaten). Er stimmte 2003 für die Invasion der USA im Irak (Irakkrieg). In der Energiepolitik hat Thune an der Verabschiedung mehrerer Gesetze mitgewirkt und setzt sich – entsprechend den Ressourcen seines Heimatstaates – für einen schnellen Umstieg auf Biokraftstoffe ein. Zugleich hält er den weiteren Einsatz fossiler Energieträger für notwendig und steht Vorschlägen zu einem Green New Deal kritisch gegenüber.
Im Mai 2016 erhielt Thune internationale Aufmerksamkeit in den Medien, als er die Praxis der Nachrichtenauswahl für „Trending Topics“ bei Facebook Inc. (heute: Meta Platforms) als politisch unausgewogen kritisierte. Als Vorsitzender des Senatsausschusses für Handel forderte er brieflich eine Untersuchung von Manipulationsvorwürfen, woraufhin Facebook den zugrundeliegenden Algorithmus veränderte.

## Belege
1. ↑  Siehe Pat Thune (May 13, 1921 – March 7, 2012). (Seite nicht mehr abrufbar, festgestellt im August 2025. Suche in Webarchiven)  Info: Der Link wurde automatisch als defekt markiert. Bitte prüfe den Link gemäß Anleitung und entferne dann diesen Hinweis. In: Isburg Funeral Chapels, März 2012 (Nachruf auf die Mutter, englisch); Kevin Woster: Thune Helps Parents, Murdo Church Celebrate Anniversaries. In: Rapid City Journal, 28. Juni 2008 (englisch); John Thune Ancestry. In: Rootsweb, abgerufen am 5. November 2015 (englisch).
2. ↑  Matt McCue: Runners’ Stories: 2012 Election Year Special. In: Runner’s World, 15. Oktober 2012 (englisch).
3. 1 2  Biography. In: Thune.Senate.gov, abgerufen am 5. November 2015.
4. ↑  About the League. In: SDMunicipalLeague.org, zuletzt aktualisiert am 14. Oktober 2015.
5. 1 2  South Dakota: Representative-At-Large. Rep. John Thune (R). (Memento vom 11. Oktober 2012 im Internet Archive) In: The Almanac of American Politics 1998, 1. Juni 1997, in: National Journal.
6. ↑  S.D. Dems Skip Senate Race Against GOP’s Thune. In: Yankton Daily Press, 2. April 2010; Kelly Bartnick: Thune Weighs In On Election Impact In D.C. (Memento vom 8. Januar 2016 im Internet Archive) In: Keloland.com, 7. November 2010.
7. ↑  Tom Scheck: Lott picks Coleman as Deputy Minority Whip. In: MPRNews.com, 6. Dezember 2006.
8. 1 2 3  Stephen F. Hayes: Dakota Dreaming. The Presidential Hopes of John Thune. (Memento des Originals vom 5. Dezember 2014 im Internet Archive)  Info: Der Archivlink wurde automatisch eingesetzt und noch nicht geprüft. Bitte prüfe Original- und Archivlink gemäß Anleitung und entferne dann diesen Hinweis. In: The Weekly Standard, 4. Oktober 2010.
9. 1 2  Burgess Everett: Senate leadership shakeup looms for Republicans. In: Politico, 10. April 2018; Andrea Drusch: Cornyn to move from Senate GOP’s No. 2 to ‘counselor’. In: McClatchy DC, 13. November 2018.
10. ↑  Siehe Alexis Levinson: Brendan Johnson Discusses His Future in South Dakota (Updated). (Memento des Originals vom 14. September 2015 im Internet Archive)  Info: Der Archivlink wurde automatisch eingesetzt und noch nicht geprüft. Bitte prüfe Original- und Archivlink gemäß Anleitung und entferne dann diesen Hinweis. In: Roll Call, 18. Februar 2015.
11. ↑  Mark Roper: Democrat Jay Williams announces U.S. Senate run. (Memento des Originals vom 24. Mai 2016 im Internet Archive)  Info: Der Archivlink wurde automatisch eingesetzt und noch nicht geprüft. Bitte prüfe Original- und Archivlink gemäß Anleitung und entferne dann diesen Hinweis. In: KSFY.com, 19. Februar 2016.
12. ↑  Stu Whitney: Whitney: South Dakota’s Ultimate Cnderdog. In: Argus Leader, USA Today, 29. April 2016.
13. ↑  South Dakota U.S. Senate Results: John Thune Wins. In: The New York Times, 8. November 2017.
14. ↑  South Dakota U.S. Senate Election Results. In: The New York Times. 8. November 2022, ISSN 0362-4331 (nytimes.com [abgerufen am 9. November 2022]).
15. ↑  Republican John Thune of South Dakota is elected the next Senate majority leader. In: apnews.com. 13. November 2024, abgerufen am 13. November 2024 (englisch).
16. ↑  Jason Linkins: John Thune: I Won’t Run For President In 2012. In: Huffington Post, 22. Februar 2011, zuletzt aktualisiert am 25. Mai 2011.
17. ↑  Burgess Everett: Thune: No ‘Opening’ for a White House Run. In: Politico, 14. Januar 2015.
18. ↑  Stephen F. Hayes: Dakota Dreaming. The Presidential Hopes of John Thune (Memento vom 10. Dezember 2014 im Internet Archive). In: The Weekly Standard, 4. Oktober 2010 (Seite 3).
19. ↑  Energy. In: Thune.Senate.gov, abgerufen am 5. November 2015 (englisch).
20. ↑  Nick Corasaniti, Mike Isaac: Senator Demands Answers From Facebook on Claims of ‘Trending’ List Bias. In: The New York Times, 10. Mai 2016 (englisch); Elle Hunt: Facebook to Change Trending Topics after Investigation into Bias Claims. In: The Guardian, 24. Mai 2016 (englisch).

Klasse 2:
Pettigrew |
Gamble |
Sterling |
McMaster |
Bulow |
H. Bushfield |
V. Bushfield |
Mundt |
Abourezk |
Pressler |
T. Johnson |
Rounds
Klasse 3:
Moody |
Kyle |
Kittredge |
Crawford |
E. Johnson |
Norbeck |
Hitchcock |
Pyle |
Gurney |
Case |
Bottum |
McGovern |
Abdnor |
Daschle |
Thune
1. Distrikt: Pickler |
Kelley |
Burke |
Hall |
Burke |
Dillon |
Christopherson |
Hildebrandt |
Mundt |
Lovre |
McGovern |
Reifel |
Denholm |
Pressler |
Daschle |
T. Johnson |
Thune |
Janklow |
Herseth Sandlin |
Noem |
D. Johnson • 2. Distrikt: Gifford |
J. Gamble |
Jolley |
Lucas |
R. Gamble |
Knowles |
R. Gamble |
Martin |
Parker |
Martin |
Burke |
R. Johnson |
Werner |
Case |
Berry |
Abourezk |
Abdnor |
Roberts • 3. Distrikt: Martin |
Gandy |
Williamson
| Personendaten    | Personendaten                             |
| ---------------- | ----------------------------------------- |
| NAME             | Thune, John                               |
| ALTERNATIVNAMEN  | Thune, John Randolph (vollständiger Name) |
| KURZBESCHREIBUNG | US-amerikanischer Politiker               |
| GEBURTSDATUM     | 7. Januar 1961                            |
| GEBURTSORT       | Pierre, South Dakota                      |